# Lake and Peninsula Borough
Lake and Peninsula Borough är en borough i den amerikanska delstaten Alaska. Dess säte är King Salmon, vilket är en unik konstruktion eftersom staden ligger i angränsande Bristol Bay Borough, och inte är säte för den boroughen. Enligt 2000 års folkräkning hade boroughen en befolkning på 1 631 invånare på en yta om 80 049 km².
Del av Katmai nationalpark och del av Lake Clark nationalpark ligger i Lake and Peninsula Borough. 

## Geografi
Lake and Peninsula Borough gränsar till Bethel Census Area i norr, Kenai Peninsula Borough i öst, Kodiak Island Borough i sydöst, samt Aleutians East Borough, Dillingham Census Area och Bristol Bay Borough i väst.

### Städer och byar
- Chignik
- Chignik Lagoon
- Chignik Lake
- Egegik
- Igiugig
- Iliamna
- Ivanof Bay
- Kokhanok
- Levelock
- Newhalen
- Nondalton
- Pedro Bay
- Perryville
- Pilot Point
- Pope-Vannoy Landing
- Port Alsworth
- Port Heiden
- Ugashik